# Notoxus insularis
Notoxus insularis es una especie de coleóptero de la familia Anthicidae.

## Distribución geográfica
Habita en Madagascar.